# Citra (emulador)
Citra foi um emulador livre e de código aberto do console portátil Nintendo 3DS descontinuado em 2024. Possuía versões para Windows, macOS, Linux e Android. Foi desenvolvido pelo Citra Team usando a linguagem de programação C++. O Citra foi lançado gratuitamente em abril de 2014. A mesma equipe também desenvolveu o emulador de Nintendo Switch, chamado de Yuzu.
O suporte para os emuladores Citra e Yuzu foram encerrados em 4 de março de 2024, após um acordo de US$ 2,4 milhões alcançado com a Nintendo.

## Desenvolvimento
O Citra foi lançado inicialmente em abril de 2014. O primeiro jogo comercial de Nintendo 3DS a ser executado pelo Citra foi The Legend of Zelda: Ocarina of Time 3D.
Em novembro de 2017, a Citra anunciou o suporte de rede de internet para o emulador. O suporte de rede emula o Wi-Fi local do 3DS, que originalmente tornou possível jogar em redes locais. Além disso, o Citra permite que a rede seja compatível com outros usuários em qualquer lugar. Em abril de 2020, a Citra Team anunciou compatibilidade com jogos New Nintendo 3DS e suporte para save states, e em maio de 2020, eles anunciaram uma versão do Citra para Android. Em março de 2024, a Nintendo forçou a Tropic Haze LLC a encerrar as operações dos emuladores Yuzu e Citra.